# Sebastián de Belalcázar
Sebastián de Belalcázar, vlastním jménem Sebastián Moyano (1479/1495?, Córdoba, Kastilie – 1551, Cartagena, Nová Granada) byl španělský conquistador, dobyvatel a guvernér.
Narodil se jako Sebastián Moyana v provincii Córdoba v Kastilii. Různé prameny uvádějí různý rok narození a to mezi lety 1479 až 1495. V mládí přijal jméno Belalcázar což byl název hradního města v blízkosti jeho rodného města Córdoba.

## Dobývání Ecuadoru
Do Ameriky poprvé připlul v jedné z posledních výprav Kryštofa Kolumba, když unikal před trestem. V roce 1519 se stal důstojníkem v silách Pedra Ariase Dávila a v roce 1524 dobyl území dnešní Nikaragui. V Nikaragui se v roce 1524 setkal s Franciscem Hernándezem de Córdobou a stal prvním starostou města León v Nikaragui. Zde setrval až do 1527, kdy odešel do Hondurasu v důsledku vnitřních sporů mezi španělskými guvernéry. V roce 1531 se sešel Franciscem Pizarrem na expedici do Peru, kde mu bylo svěřeno velení nosné základny v Piura. V roce 1533, poté co pomohl Pizarrovi, byl vyslán do dnešního Ecuadoru do města Quito, které bylo nejsevernějším městem incké říše. Před jeho příchodem ale incký tamní vládce Rumiñahui přemístil poklad z města hluboko do And a město vypálil. Belalcázar ho porazil a město obnovil. V roce 1535 založil osadu, která se do dnešních dnů změnila v moderní město Guayaquil. Dále vedl expedici za bájným Eldoradem. Vstoupil do oblasti Caucy, kde v roce 1537 založil město Popayán a stal guvernérem regiónu.

## Dobývání Kolumbie
V roce 1539 přešel Kordillery do povodí řeky Magdalény. V blízkosti Bogoty se setkal s Gonzalo Jimenezem de Quesadou, a Nikolausem Federmannem, kteří přišli od severu a všichni tři si začali činit nároky na nová území, proto se vydal do Španělska legitimizovat svá práva. Jejich spor musel řešit král a římským císařem Karlem V. Belalcázarovi se některé nároky nepodařilo prosadit, přesto se v roce 1541 vrátil zpět do Ameriky s titulem Adelantado a titulem guvernéra Popayánu. V následujícím období došlo mezi dobyvateli znovu k neshodě o pozemky, tentokrát mezi Belalcázarem a Pascualem de Andagoyou, který se také prohlásil guvernérem Popayánu. V roce 1546 nařídil exekuci dobyvateli Jorgemu Robledovi, který vládl v sousední provincii. V roce 1550 byl obžalovaný a v nepřítomnosti odsouzen trestu smrti za zabití Jorgeho Robleda a i za další trestné činy, které se týkaly jeho neustálého vyvolávání válek mezi jinými dobyvateli. Zemřel v roce 1551 dříve, než se mohl vrátit zpět do Španělska, aby podal odvolání proti rozhodnutí soudu.